# Moses
Moses (en español Moisés) es una canción de la banda de rock alternativo Coldplay, que se cantó en el Hordern Pavilion de Sídney el 21 y 22 de julio de 2003, como parte del Live 2003.
"Moses" fue escrita por Chris Martin junto a su entonces esposa, Gwyneth Paltrow. Esta canción inspiró el nombre del segundo hijo de la pareja, Moses Bruce Anthony Martin, nacido en 2006.
El tema alcanzó el puesto 34 en el Hot Modern Rock Tracks de Estados Unidos y fue nominado a los Premio Grammy del año 2004.

## Listado de canciones
| CD Promocional Reino Unido |                |          |  |
| N.º                        | Título         | Duración |  |
| 1.                         | «Moses» (Edit) | 4:50     |  |

| CD Promocional Estados Unidos |         |          |  |
| N.º                           | Título  | Duración |  |
| 1.                            | «Moses» | 5:29     |  |